# Iráni forradalom

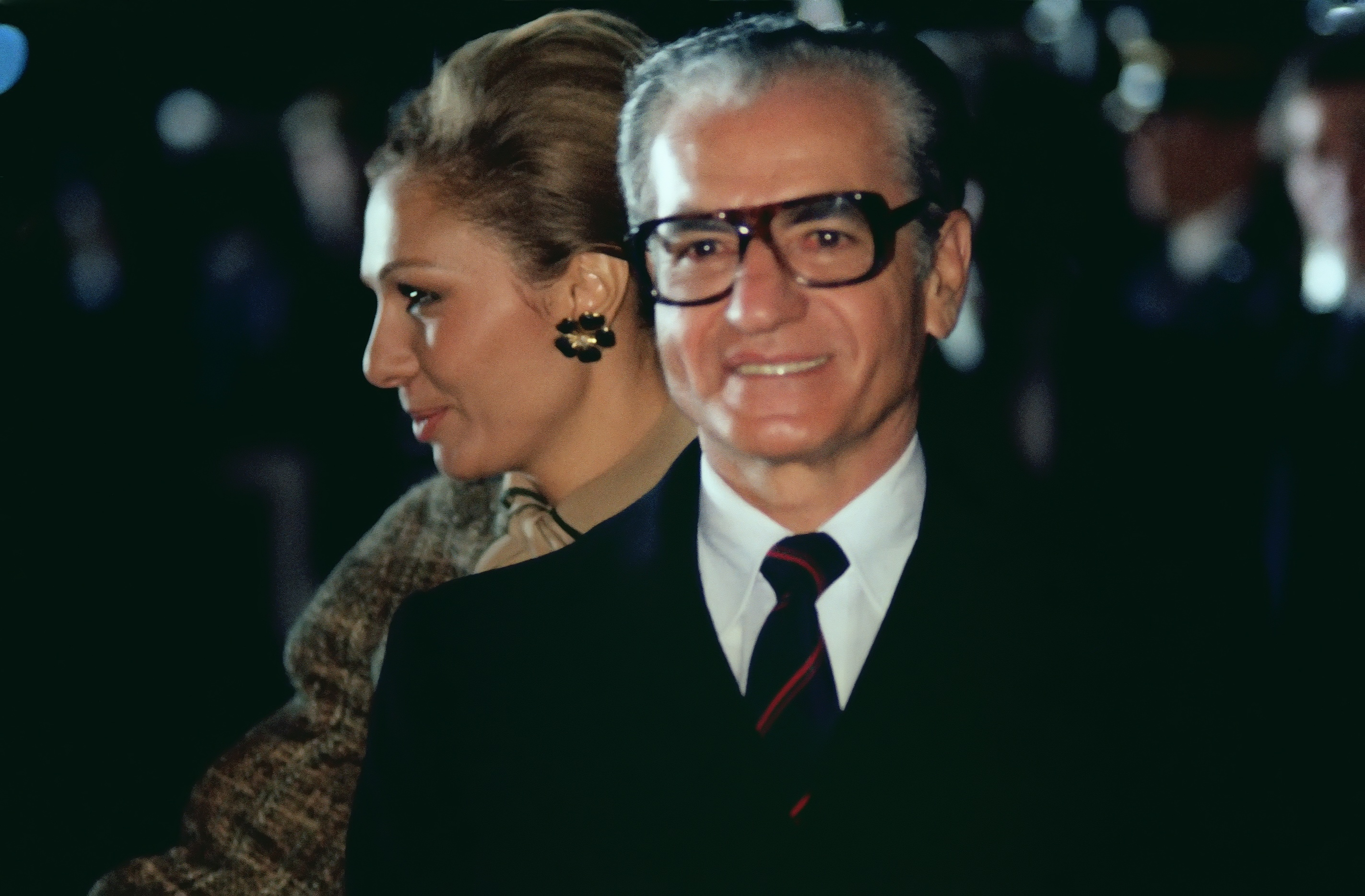
Mohammad Reza sah és felesége, Farah császárné

Az iráni forradalom vagy iráni iszlám forradalom (perzsául انقلاب اسلامی , átiratban enġelâb-e eslâmi, magyarosan engeláb-e eszlámi) 1978-ban tört ki Mohammad Reza Pahlavi sah elnyomó, az ország gazdaságának súlyos károkat okozó, korrupt uralma ellen. 1979 elejére sikerült elűzni az uralkodót, és bár eredetileg nem ez volt a lázadók célja, végül a Ruhollah Khomeini ajatollah vezette síita klérust juttatták hatalomra. Az új vezetés 1979. április 1-jén kikiáltotta az Iráni Iszlám Köztársaságot, amelynek december 3-án fogadták el az alkotmányát, és nagyjából 1981-re sikerült befejeznie a máig teokratikus jellegű államberendezkedés kialakítását.
Bár az Amerikai Egyesült Államok azon hidegháborús félelmei, hogy a megbuktatott nyugatbarát rezsimet egy Szovjetunió iránt elkötelezett perzsa vezetés váltja fel, nem igazolódtak be, a két állam közti kapcsolatok drasztikusan megromlottak. A forradalom következménye volt az 1980-ban kitörő irak–iráni háború is. Az eseménysorozatnak nagy szerepe volt az iszlám fundamentalizmus nemzetközi szintű politikai tényezővé válásában és általában a nyugati világ iszlámhoz való viszonyának átalakulásában.

## Előzmények
Amikor 1925-ben Reza Pahlavi ragadta meg a hatalmat Iránban, példaképéhez, Atatürkhöz hasonlóan széles körű reformpolitikába kezdett, amelybe az erőszakos szekularizáció is beletartozott. A diktatórikus eszközökkel kormányzó uralkodó 1941-es megbuktatása után fia, Mohammad Reza is hasonló úton járt, miután 1953-ban stabilizálni tudta a hatalmát Mohammad Moszaddeg, a karizmatikus miniszterelnök amerikai segítséggel történő megbuktatásával. Az ellenzékét keményen üldöző, anakronisztikus óperzsa hagyományokat felélesztő sah az Egyesült Államok és Izrael fontos szövetségesévé lépett elő a hidegháború során. Az 1962-es földreform, az ún. fehér forradalom azonban a várt népszerűségnövelés helyett csak a mezőgazdaságnak okozott súlyos károkat, és megélhetésüket vesztett parasztok milliói költöztek a nagyvárosokba, miközben az ország mezőgazdasági importra szorult. Bár az állam az első olajárrobbanás idején hatalmas hasznot húzott nyugati felügyelet alatt álló olajkincséből, az elhibázott gazdaságpolitikai lépések és az erőltetett modernizáció miatt, a dinamikus gazdasági növekedés ellenére alig történt életszínvonalbeli javulás. Ezt tetézte, hogy a sah 1971-ben pazar ünnepséget rendezett az ókori perzsa főváros Perszepolisz romjainál, amellyel a birodalom létrejöttének 2500. évfordulóját ünnepelte meg. A perszepoliszi parti-nak is nevezett ünnepség tovább bőszítette a lakosságot, amiért az uralkodó az olajbevételeket ilyen haszontalan és dekadens fényűzésre fordítja, nem pedig a lakosság élethelyzetének a javítására.
A sahhal és az őt kiszolgáló elittel szemben különféle színezetű ellenállási mozgalmak szerveződtek a hírhedt titkosrendőrség, a kegyetlenségéről ismert SZÁVÁK kiterjedt tevékenysége ellenére. Volt köztük síita vallási, mint Khomejni ajatollah radikális és Sariatmadari ajatollah mérsékelt hívei; volt köztük értelmiségi és urbánus (Nemzeti Front), illetve militarista is, mint az évtizedes üldözés után feléledt kommunista Tude, az anarcho-bolsevik Modzsáhedin-e Halk, illetve a rasszista Fedáján. Ilyen helyzetben robbant ki az elégedetlenséghullám.

## A sah ellen

### Tüntetések
Az egyik állami lapban 1978 januárjában egy olyan cikk jelent meg, amely Ruhollah Khomeinit, a síita klérus magas rangú, befolyásos, 1964-ben már külföldre száműzött tagját többek között homoszexuálisnak nevezte. A hatalmas sértésre a legnagyobb síita központok egyikében, Kom városában tüntetés kezdődött, amit a rendőrség sortűzzel oszlatott szét. A halálos áldozatokra emlékezve síita hagyomány szerint negyvennaponta tiltakozó emlékezések alakultak ki Gomban és más városokban, amelyek nyárra az egész országban szétterjedtek. Ezeket újabb véres összecsapások kísérték. 

### A monarchia megrendülése
A sah eleinte várakozó álláspontra helyezkedett, majd nyár végére lépéseket kezdett tenni. Megpróbálkozott az infláció visszaszorításával, illetve szabad választásokat ígért, menesztette a SZÁVÁK parancsnokát, majd augusztus 7-én a tizenkét éve hatalmon levő miniszterelnökét, Amir Abbász Hovejdát is. A későbbiekben beismert hibákért jórészt Hovejdára próbálta hárítani a felelősséget, mindhiába. A helyzetet az általánosságban SZÁVÁK számlájára írt, de valószínűleg radikális iszlamisták által elkövetett augusztus 20-i tűzeset is súlyosbította, melynek során az abádáni Rex Filmszínház leégett, elpusztítva mintegy 430 embert. Szeptember 8-án (az ún. fekete pénteken) egy teheráni sortűz során ismét több százan vesztek oda. A sah nem tudott úrrá lenni az általánossá váló lázongáson, hiába vezetett be statáriumot, vont vissza néhány népszerűtlen intézkedést (például eltörölte az 1975-ben bevezetett, II. Kurus perzsa király halálától számított birodalmi naptárt), és kért segítséget Washingtontól: Jimmy Carter kormánya csak szavakban támogatta, a gyakorlatban nem.

### A sah bukása
Az iráni elit 1978 őszén menekülni kezdett, és hatalmas vagyonokat mentett ki az országból. Mohammad Reza 1979. január 4-én egy polgári ellenzéki vezetőt, Sápur Bahtiárt nevezett ki miniszterelnökké, aki felszólította őt, hogy családjával együtt távozzon az országból. Az uralkodó feleségével és gyermekeivel 1979. január 16-án repülőre szállt, és az Amerika-barát Anvar Szádát egyiptomi elnöknél keresett menedéket. Távozásának hírére egész Iránt örömujjongás töltötte be, noha még akadtak hívei a hadseregben és a Császári Halhatatlan Gárda még harcban állt a forradalmárokkal.
Bahtiár kormánya amnesztiát hirdetett, feloszlatta a SZÁVÁK-ot, engedélyezte a tüntetéseket, a forradalomban részt vevő erőket pedig meghívta nemzeti egységkormányába. Népszavazást tervezett meghirdetni Irán további államformájáról és kormányzatáról, azonban az iszlamista erők elutasították őt, mint kollaboránst. Bahtiár kénytelen volt engedni, és engedélyt adott Khomejni ajatollah visszatérésére – ezzel azonban saját kormányának adott kegyelemdöfést.

## Khomejni és az iszlám forradalom

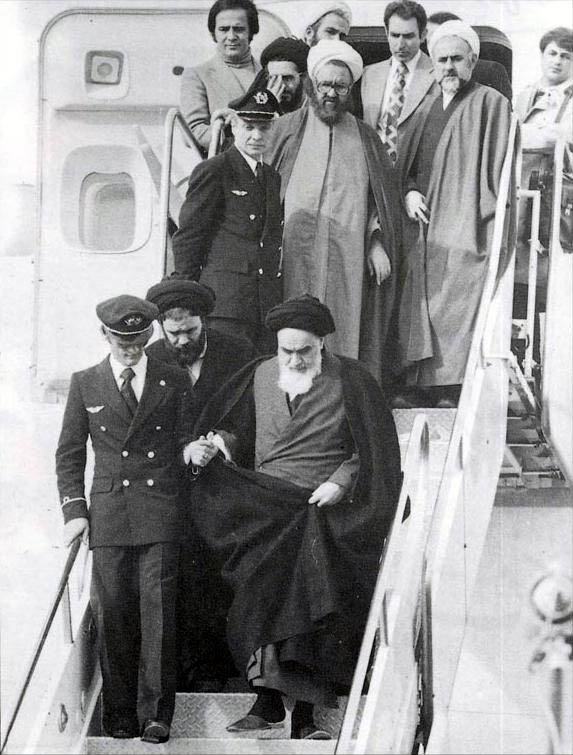
Khomeini ajatollah visszatér Teheránba 1979. február 1-jén

Ruhollah Khomeini 1964 óta az iraki síita központban, Nedzsefben volt száműzetésben, ám a tiltakozáshullám kiszélesedésével párhuzamosan az iraki kormányzat felszólította, hogy hagyjon fel a politikai tevékenységgel. Erre nem volt hajlandó, és októberben Kuvaitba indult, majd miután ide nem engedték belépni, Franciaországba utazott, ahol a Párizs közelében fekvő Neauphle-le-Château városában telepedett le. Innen különgéppel valóságos diadalmenetben érkezett Teheránba 1979. február 1-jén, ahol hatalmas ünneplő tömeg fogadta. Az ajatollah, akit Bahtiár legszívesebben Gomba küldött volna mint spirituális tekintélyt, mindjárt megérkezése után kirohant a kormány ellen, illegitimnek kiáltva ki azt. Néhány nap múlva saját miniszterelnököt nevezett ki Mahdi Bázargán személyében.
Február 9-én harc tört ki a kormányhoz (és sahhoz) hű, illetve a Khomejnit támogató seregrészek és a forradalmi tömegek között, amely az iszlamisták győzelmével végződött február 11-én. Bahtiár kormánya ezzel végleg összeomlott. A február 1-je és 11-e közti időszakra a mai Iránban a hajnal (fadzsr) tíz napjaként emlékeznek, február 11-e pedig a forradalom győzelmének ünnepe és munkaszüneti nap.

### Az Iráni Iszlám Köztársaság
Khomejni már régóta foglalkozott az államvezetés kérdésével. Elképzelésének alapja a síita iszlámban gyökerezett: mivel a teljes igazság letéteményese, az utolsó imám, Muhammad al-Mahdí 874 óta rejtőzik (gajba), az isteni rendelkezéseket értelmezni tudó síita vallás- és jogtudósok (modzstahedek) az egyedül jogosultak bárminemű kormányzásra. Teóriáját összességében a velájet-e fagih (velâyet-e faqih), azaz a „vallástudós állama” néven szokás nevezni tanítványai által 1971-ben kiadott könyvéről, melynek címe: A vallástudós állama, avagy az iszlám kormányzás (Velájet-e fagih já hokumat-e eszlámi).
Február 11. után az ajatollah hozzálátott ennek kialakításához, noha kora és kormányzati tapasztalatainak hiánya miatt sokakban fel sem merült, hogy magát akarná az állam vezetőjévé tenni. Hatalmas tekintélye folytán azonban a szekuláris ellenzéki mozgalmakat háttérbe tudta szorítani, és megkezdte az ország iszlamizálását. Első lépésként március 30-31-én népszavazásra bocsátotta a kérdést, hogy Irán iszlám köztársasággá váljon-e. A közelebbről meg nem határozott államformára a szavazók majdnem száz százaléka igent mondott, így április 1-jén kihirdették az Iráni Iszlám Köztársaságot.

### A forradalom intézményesül
Az államot az év végéig kettős vezetés irányította. Khomejni még hazatérése előtt megalakította híveiből az Forradalmi Tanácsot, amelynek jogköreit nem határolták el pontosan a Bázargán-kormányéitól. A kormány november 6-án a teheráni túszdráma következtében mondott le, a Forradalmi Tanács viszont az első országgyűlés összeüléséig (1980. augusztus 12.) működött. A végrehajtó hatalomnak emellett az 1978 óta szerveződött tengernyi forradalmi bizottsággal (komite) is meg kellett birkóznia, amelyek nem egyszer önkényesen jártak el a „forradalom ellenségeivel” szemben. Hogy ellenőrizhesse őket, Khomejni Mohammad Reza Mahdavi Kani ajatollahot nevezte ki az élükre, majd miután a baloldali ellenállók fészkeivé váltak, nyáron hivatalosan is feloszlatta őket.
Az ajatollah az ellenforradalmárok elleni fellépés céljával 1979. május 5-én alapította meg néhány ezer taggal az Iszlám Forradalmi Gárdát. A máig működő testület időközben hadseregnyivé terebélyesedett, és az új, teokratikus állam legfőbb támaszává vált. Kevésbé szervezett, de jóval erőszakosabb testület volt az ugyanebben az időben fellépő Hezbollah, amely szintén Khomejni ellenzékére vadászott.
1979. június 18-án Haszan Ebráhim Habib bemutatta alkotmánytervezetét, amely nem túlzottan nagy szerepet biztosított a síita egyháziaknak az államvezetésben. A tervezet megvitatására megválasztott Szakértők Alkotmányozó Tanácsa augusztus elején ült össze, és komoly változásokat hajtott végre a szövegén, többek között megalkotva – ekkor Khomejni számára – a „forradalom vezetője” (rahbar-e engeláb) címet, amelynek későbbi betöltéséről a modzsahedekből álló Szakértők Tanácsa hivatott gondoskodni. Az új alkotmányt egy december 2-án és 3-án tartott népszavazás fogadta el. 1980. január 25-én a parlament nagy többséggel Abolhaszan Baniszadr pénzügyminisztert, a forradalom egyik vezetőjét az Iszlám Köztársaság elnökévé választotta. Irán első választott államfőjét február 4-én Khomejni hivatalosan is beiktatta hivatalába.

### Megtorlás és ellenállás
Az új rendszer biztonsága érdekében a hatalomátvételt követően röviddel kivégezték a hadsereg magasabb rangú tisztjeit, majd a korábbi polgári kormányzat vezetői következtek. A rövid, titkos perekben a vádlottak nem védekezhettek. A saría alapján hozott ítéletek áldozatául esett a volt miniszterelnök, Hovejda is 1979 áprilisában. A külföldre menekültek sem lehettek biztonságban: a több tucatnyi meggyilkolt áldozat között volt Sápur Bahtiár is, akire 1991-ben csaptak le franciaországi otthonában. 1979 nyarán az iszlamistákkal ellenkező szemléletű sajtót tiltották be, az év végén pedig a Sariatmadári-féle mérsékelt Muszlim Népi Republikánus Párttal jártak el ugyanígy. A baloldali nézetek melegágyának számító egyetemeket 1980-ban két évre bezárták, és az ekkor kezdődő iráni kulturális forradalom keretében az Iráni Akadémia ellenzéki szellemiségű tagjaival is leszámoltak.
A sah elűzése okozta eufória csak rövid időre egyesítette a különböző eszmeiségű ellenzékieket. Számos szélsőséges csoport, így a kommunisták és a Modzsáhedin-e Halg már az iszlám köztársaságról döntő népszavazást bojkottálni akarta, és ellenállásuk a továbbiakban csak tovább fokozódott. A felfegyverzett modzsáhedekkel a Hezbollah vette fel a harcot, de nem tudta megakadályozni, hogy azok több merényletet hajtsanak végre Khomejni hívei ellen (ennek esett áldozatul 1981-ben Mohammad Ali Radzsái államelnök és Mohammad Dzsavád Báhonar miniszterelnök is). Számos nem politikai színezetű lázadás is kitört szerte az országban, így Huzesztánban vagy Kurdisztánban, melyeket rendszerint több hónapos harcokkal tudtak csak leverni a forradalmi erők.

## Nemzetközi következmények
Az iráni forradalom győzelme következtében külföldiek ezrei hagyták el az országot. A hatalomátvétel elsősorban a sahhal kiváló kapcsolatokat ápoló, az iráni olajipart nagyrészt ellenőrző Egyesült Államok számára volt nagy veszteség, bár a két állam közti kapcsolatok csak 1979 novemberében romlottak meg végleg. Az emigráns sah ugyanis betegsége miatt távozása után bebocsátást kért Amerikába, hogy kezeltethesse magát. A Carter-kormány csak hosszas vívódás után, október 22-én adott erre engedélyt, mire a felbőszült teheráni iszlamisták november 4-én elfoglalták az ottani amerikai követséget, túszul ejtve ötvenkét diplomatát, és számos, a sahra és Amerikára nézve kompromittáló dokumentumot hoztak nyilvánosságra. A kormányzat később az akció mellett foglalt állást, és rontott a helyzeten, hogy Carter elnök 1980 áprilisában egy sikertelen hadműveletet indított az amerikai túszok kimentésére. Az iráni túszdrámának csak 444 nap múltán, 1981. január 19-én sikerült véget vetni algériai közvetítéssel, miután a sah meghalt, Carter megbukott, a kitörő irak–iráni háborúban pedig Teherán jobbnak látta békülékenynek mutatkozni.
Az új iráni vezetés fennen hangoztatta abbéli meggyőződését, hogy az iszlám országaiban mindenütt az általuk bevezetett köztársasági rendszernek kellene megvalósulnia. Az Amerika és kapitalizmus ellen vívott nemzetközi harcban számos muszlim és nem muszlim szervezetet és mozgalmat is támogatni próbált a PFSZ-től kezdve a nicaraguai sandinistákon át a dél-afrikai apartheid-ellenes mozgalomig. A Szovjetunióval szemben hadakozó afganisztániakat is támogatta, Moszkva pedig lekötöttsége miatt csak az iráni baloldaliak némi támogatásával tudott szembeszállni vele.
A forradalmi szemlélet főképp Irán közvetlen közelében okozott nyugtalanságot: a Perzsa-öböl arab monarchiáiban és mindenek felett a szunnita Szaddám Huszein vezette Irakban, ahol a lakosság jelentős része síita volt. 1980-ban Huszein úgy ítélte meg, hogy célszerű megtámadnia keleti szomszédját, mivel akkor az Egyesült Államok és az arab monarchiák támogatásával léphetett fel. Terve a kőolajban gazdag Huzisztán meghódítása, ürügye a Satt el-Arabnál húzódó, régóta vitatott határon történt incidens volt. Az iraki offenzíva jelentős kezdeti sikereket ért el, a vereségekért Baniszadr elnököt tették felelőssé, aki 1981. június 21-én lemondásra kényszerült, majd elmenekült az országból. Az iraki vállalkozás azonban balul ütött ki: az iráni kormány nem hátrált meg, és 1982-re a perzsák nemzeti és vallási érzelmeit felkorbácsolva kiszorították Szaddám Huszein csapatait Iránból. Khomejni ezután ellentámadásba lendült, hogy Irakot is iszlám köztársasággá formálhassa, de erre már nem volt képes. A háború így mindkét fél számára súlyos veszteségekkel zárult (nem egészen nyolc év alatt több százezren vesztek oda mindkét oldalon), ráadásul, ha iszlamista eszméit nem is tudta elterjeszteni, a forradalmi Khomejni-vezetés megszilárdította hatalmát Iránon belül.